# Euschistus integer
Euschistus integer är en insektsart som beskrevs av Carl Stål 1872. Euschistus integer ingår i släktet Euschistus och familjen bärfisar. Inga underarter finns listade i Catalogue of Life.